# Capo Gloucester
Capo Gloucester, conosciuto anche come Tuluvu, è il promontorio nord-occidentale dell'isola di Nuova Britannia, in Papua Nuova Guinea.

## Storia
Durante la seconda guerra mondiale l'esercito imperiale giapponese aveva occupato l'isola intera e, in seguito, aveva costruito a Capo Gloucester due aeroporti, contribuendo al dominio aereo nipponico sugli stretti di Dampier e Vitiaz e ai collegamenti con le posizioni in Nuova Guinea (fondamentalmente Lae e Salamaua). Nel corso del 1943 e con il procedere dell'operazione Cartwheel (nome sotto il quale vanno una lunga serie di campagna e battaglie nel fronte del Pacifico sud-occidentale per riconquistare la base giapponese di Rabaul), il generale statunitense Douglas MacArthur modificò i piani e optò per isolare la piazzaforte nemica mediante azioni anfibie periferiche in Nuova Britannia. Il 15 dicembre 1943 attaccò l'isola di Arawe, attirando l'attenzione e le riserve nipponiche, quindi il 26 dicembre avviò il più vasto sbarco a Capo Gloucester della 1ª Divisione marine. L'aeroporto venne conquistato il 31 dicembre, ma gli scontri durarono ancora diversi giorni, in un ambiente così ostile e insalubre da essere definito "inferno verde". Dopo la guerra il territorio venne restituito ai nativi.